# Shuttle diplomacy
Nella diplomazia e nelle relazioni internazionali, la shuttle diplomacy (tradotto come "diplomazia della navetta") è l'azione di un intermediario tra due parti in conflitto che non dialogano direttamente. Originariamente e abitualmente, la mediazione non avviene nello stesso luogo e il processo prevede spostamenti successivi ("shuttle") da parte dell'intermediario, dalla sede di lavoro di un mandante a quella di un altro. L'attività di “mediazione” è quindi svolta facendo letteralmente la spola da una parte all'altra dei contendenti.
Il termine fu applicato per la prima volta per descrivere gli sforzi del Segretario di Stato americano Henry Kissinger, a partire dal 5 novembre 1973, che facilitarono la cessazione delle ostilità in seguito alla guerra dello Yom Kippur.
I negoziatori spesso utilizzano la shuttle diplomacy quando uno o entrambe le parti principali rifiutano il riconoscimento dell'altro prima della negoziazione reciprocamente desiderata.
Anche i mediatori hanno adottato il termine “shuttle diplomacy”.

## Esempi
Una prima forma di shuttle diplomacy emerse alla Conferenza di pace di Parigi nel 1919, quando l'Italia si ritirò brevemente dalla Conferenza per protestare contro il rifiuto delle altre delegazioni internazionali di accogliere le sue rivendicazioni territoriali irredentiste promesse dal Trattato di Londra nel 1915. Al ritorno dell'Italia, il colonnello Edward House della delegazione statunitense tentò di risolvere il conflitto con la Jugoslavia collocando i delegati dei due paesi in stanze separate e tentando di mediare un compromesso tra i due. Gli sforzi di House alla fine fallirono, portando al crollo del governo di Roma del primo ministro italiano Vittorio Orlando e alla presa di Fiume da parte di Gabriele D'Annunzio.
Kissinger continuò a partecipare alla shuttle diplomacy in Medio Oriente durante le amministrazioni Nixon e Ford (1969-1977); esso portò all’accordo provvisorio del Sinai (1975) e agli accordi tra Israele e Siria sulle alture di Golan (1974). Il termine si diffuse durante il mandato di Kissinger come Segretario di Stato.
Subito dopo gli sforzi di Kissinger, la shuttle diplomacy arrivò negli Stati Uniti con le negoziati tra Israele ed Egitto a Camp David. I negoziati furono promossi con successo dal presidente Jimmy Carter.
La Turchia portò avanti una shuttle diplomacy spesso coinvolgendo Israele: la Turchia era il più stretto alleato di Israele nel mondo musulmano, e alcuni paesi arabi (in particolare la Siria, confinante sia con la Turchia che con Israele) erano disponibili con Turchia, con la sua popolazione a maggioranza musulmana. Un'altra mediazione turca ebbe luogo tra Russia e Georgia durante la loro guerra nel 2008.
Il segretario di Stato Alexander Haig tentò di utilizzare la shuttle diplomacy per mediare tra il Regno Unito e l'Argentina durante la guerra delle Falkland nel 1982.
Nel 1999 nell'ambito del conflitto in Kosovo i mediatori di Stati Uniti, Russia e Unione europea incontrarono separatamente la delegazione serba e albanese poste in piani diversi nel castello di Rambouillet.
La shuttle diplomacy del presidente francese Emmanuel Macron non ebbe successo nel prevenire l’invasione russa dell’Ucraina nel 2022.